# Sons of Anarchy: Songs of Anarchy Vol. 2
Sons of Anarchy: Songs of Anarchy Vol. 2 ist die zweite Soundtrack-Veröffentlichung zur US-amerikanischen Fernsehserie Sons of Anarchy. Das Album erschien am 19. November 2012 über Columbia Records.

## Entstehungsgeschichte
Der Soundtrack enthält Lieder aus der fünften Staffel der Serie. Wie bereits beim Vorgängeralbum handelt es sich bei den Liedern um Coverversionen bekannter Rocksongs, jedoch sind diesmal mehr Originalsongs enthalten. Jane’s Addiction, Greg Holden, Josh James und Noah Gundersen beteiligten sich am Soundtrack. Der Großteil der Songs stammt, wie bereits beim Vorgängeralbum, von der Gruppe Forest Rangers mit wechselnden Sängern, unter anderem der Schauspielerin Katey Sagal bei To Sir With Love. Diese Studioband setzt sich unter anderem auch aus Musikern von Jane’s Addiction zusammen.
Jane’s Addiction nahmen eine exklusive Coverversion des Rolling-Stones-Hits Sympathy for the Devil auf. Weitere Coverversionen sind Lulus To Sir With Love, The Passenger von Iggy Pop, Stevie Wonders Higher Ground, John Fogertys Travelin’ Band sowie No Milk Today von Herman’s Hermits.

## Titelliste
| #  | Titel                  | Songwriter                     | Künstler                               | Länge |
| -- | ---------------------- | ------------------------------ | -------------------------------------- | ----- |
| 1  | Sympathy for the Devil | Jagger/Richards                | Jane’s Addiction                       | 5:27  |
| 2  | The Lost Boy           | Greg Holden                    | Greg Holden                            | 3:26  |
| 3  | The Passenger          | Ricky Gardinger, Iggy Pop      | Alison Mosshart and the Forest Rangers | 4:41  |
| 4  | He Got Away            | Bob Thiele Jr., Kurt Sutter    | Noah Gundersen and the Forest Rangers  | 3:30  |
| 5  | To Sir With Love       | Don Black, Mark London         | Katey Sagal and the Forest Rangers     | 3:21  |
| 6  | Higher Ground          | Stevie Wonder                  | Franky Perez and the Forest Rangers    | 3:54  |
| 7  | Lights                 | Matt Drenik, Bob Thiele Jr.    | Battleme and the Forest rangers        | 3:45  |
| 8  | The Unclouded Day      | Bob Thiele Jr.                 | Audra Mae and the Forest Rangers       | 4:11  |
| 9  | Coal War               | Josh James                     | Joshua James                           | 5:13  |
| 10 | Time                   | Matt Drenik, Bob Thiele Jr.    | Battleme and the Forest Rangers        | 2:36  |
| 11 | Travelin’ Band         | John Fogerty                   | Curtis Stigers and the Forest Rangers  | 2:17  |
| 12 | Family                 | Abby Gundersen, Noah Gundersen | Noah Gundersen                         | 3:33  |
| 13 | No Milk Today          | Graham Gouldman                | Joshua James and the Forest Rangers    | 4:23  |

## Besetzung
The Forest Rangers
- Bob Thiele Jr. – Gitarre, Akustik-Gitarre, E-Bass, Klavier, Orgel, Keyboard, Synthesizer
- Greg Leisz – Gitarre, Banjo, Hawaiigitarre, Mandoline
- John Philip Shenale – Orgel, Klavier, Harfe
- Lyle Workman – Gesang, Gitarre
- Dave Kushner – Gitarre, Bass
- Davey Faragher – Bass
- Brian Macleod – Schlagzeug, Handtrommel